# Liverpool Football Club Women
Maillots
Actualités
Liverpool Football Club Women, auparavant Liverpool Ladies FC est le club de football féminin affilié au Liverpool FC. Pour la saison 2013 elles jouent en FA Women's Super League, le plus haut niveau du football féminin anglais.

## Histoire
Le club est fondé en 1989 et s'appelle alors Newton LFC. Il change de nom deux ans plus tard pour être appelé Knowsley LFC et joue alors en Premier League. C'est depuis 1994 et la création du championnat féminin, qu'elles portent le nom de Liverpool FC.
Durant les années 1990 elles jouent en Premier League mais le manque de soutien financier les contraint à redescendre en division du nord en 2000. En 2004, Liverpool Ladies remporte le championnat de la division nord mais redescend dès la fin de la saison suivante ne gagnant que deux matchs.
Comme pour leur homologue masculins, l'équipe rivale de Liverpool Women reste l'Everton LFC. Le derby de Merseyside pourra de nouveau avoir lieu avec la remontée de Liverpool en première division pour la saison 2007-2008.
En 2018, le club change son nom et devient Liverpool Football Club Women.

## Palmarès
- Championnat d'Angleterre (2)
  - Vainqueur en 2013 et 2014

- Championnat d'Angleterre de deuxième division (4)
  - Vainqueur en 2003-04, 2006-07, 2009-10, 2021-22

- County Cup (1)
  - Vainqueur en 2003-2004

- Lancashire International Tournament (2)
  - Vainqueur en 1990-1991 et 1991-1992